# Чилийско песо
Вижте пояснителната страница за други значения на песо.
Чилийското песо е валутата и официалното разплащателно средство в Чили.
Първото песо е емитирано през 1817 г. Сегашното песо е въведено в употреба през 1975 г., замествайки ескудото в съотношение от 1000 ескудо за 1 песо.
1 чилийско песо е равно на 0,00305474443 лева. Чилийското песо е се дели на 100 сентавоса. Международният валутен код на чилийското песо е CLP.
Монетите в обращение са с номинал от 1, 5, 10, 50, 100 и 500 песо. Банкнотите са с номинал от 1000, 2000, 5000, 10 000 и 20 000 песо.